# Електронна бабуся
«Електронна бабуся» — радянський художній фільм 1985 року за творами Рея Бредбері. Знятий на Литовській кіностудії на замовлення Центрального телебачення СРСР.

## Сюжет
Телефільм. Варіації на теми творів Р. Бредбері. Хлопці, з'ясувавши причину хвороби дівчинки Агати — у всіх дітей є бабусі, а у неї немає, — купують їй Електронну бабусю, яка вигадує цікаві ігри та літає з дітьми на Місяць. Дізнавшись, що у бабусі механічне серце, Агата розлюбила її. Серце бабусі, яке не зігріте людською любов'ю, зупиняється. Дівчинка кається, Електронна бабуся оживає, а хлопці повертаються в дивовижний світ фантазії, музики і танцю.

## У ролях
- Інгеборга Дапкунайте — електронна бабуся
- Іна Розенайте — Агата
- Віолетта Подольскайте — мама Агати
- Відас Петкявічюс — тато Агати
- Євгенія Шулгайте — бабуся Вікторія
- Она Кнапкіте — Бабуся гір
- Чесловас Юдейкіс — лікар
- Вітаутас Паукште — телекоментатор
- Даріус Паліакас — друг Агати
- Лорентіс Свердіолас — друг Агати
- Томас Багдонавічюс — друг Агати

## Знімальна група
- Автор сценарію — Ольга Рукенглаз
- Режисер — Альгімантас Пуїпа
- Оператор — Альгімантас Мікутенас
- Художник — Андрюс Жибікас
- Композитори — Юліус Андреєвас, Арунас Навакас
- Звукооператор — Ромуальдас Федаравічюс
- Хореограф — Елегіюс Букайтіс
- Художник по костюмам — Лінас Кріщюнас